# Marta Mangué
Marta Mangué González (Las Palmas de Gran Canaria, 23 de abril de 1983) es una exjugadora de balonmano española de origen ecuatoguineano. Ocupaba la posición de lateral derecho y su último equipo fue el Rocasa Gran Canaria de la Liga española de balonmano. Es miembro del Salón de la Fama de la EHF desde 2024.
Ha sido internacional absoluta con la selección española, con la que logró la medalla de bronce en los Juegos Olímpicos de Londres 2012, la plata en el Campeonato Europeo de Balonmano Femenino de 2008 de Macedonia y Campeonato Europeo de Balonmano Femenino de 2014 en Hungría y Croacia, y el bronce en el Campeonato Mundial de Balonmano Femenino de 2011 en Brasil.
Además, es la máxima goleadora histórica de todos los tiempos de la selección, con 1034 tantos y la que más partidos ha jugado con 301 apariciones.

## Trayectoria
Marta Mangué se formó como jugadora en el Rocasa Remudas de Gran Canaria, alternando el balonmano con el atletismo, llegando a ser campeona de España infantil y cadete en lanzamiento de disco y juvenil en lanzamiento de jabalina. Sin embargo se decanta como profesional del balonmano, debutando en la máxima división española en la temporada 2000-01.
En 2002 deja su club de origen para irse al Osito L’Eliana, donde permanece dos temporadas para pasar al Astroc Sagunt Mar de Valencia y, a continuación, al Cementos La Unión Ribarroja.
En la temporada 2005-2006, el Cementos ganó la liga española de balonmano femenina con Cementos por primera vez en su historia. Marta Mangué formó parte del mejor equipo de la liga española junto a Rocío Guerola, Maru Sánchez, Elena Marti, Tihana Saric, Tanja Medved y Patricia Alonso.
En julio de 2007, el Team Esbjerg de Dinamarca la fichó pagando su cláusula de rescisión del contrato valorada en unos 50.000 euros.
Marta se adaptó muy bien a su nueva vida en Dinamarca, y su equipo, el Team Esbjerg la nombró mejor jugadora de la temporada.[cita requerida] En 2011, después de 4 temporadas en Team Esbjerg, fichó por el club serbio RK Zajecar, donde también jugaban sus compatriotas Jessica Alonso y Begoña Fernández. Tras permanecer una temporada y media en el conjunto serbio, en diciembre de 2012 (debido a problemas económicos del Zajecar), fichó por el CJF Fleury de la Liga francesa, donde comparte equipo con las también españolas Beatriz Fernández Ibáñez, Marta López y Nely Carla Alberto. Tras dos años y medio en este conjunto, de cara a la temporada 2015-16, cambia de equipo en Francia, fichando por el Brest Bretagne Handball hasta el  año 2020. Sigue en Francia entre el 2020 y el 2022, jugando con el Bourge-de-Pèage, jugando la Liga francesa de balonmano.
Volvió a España para disputar su última temporada en el Rocasa Gran Canaria.

## Selección nacional

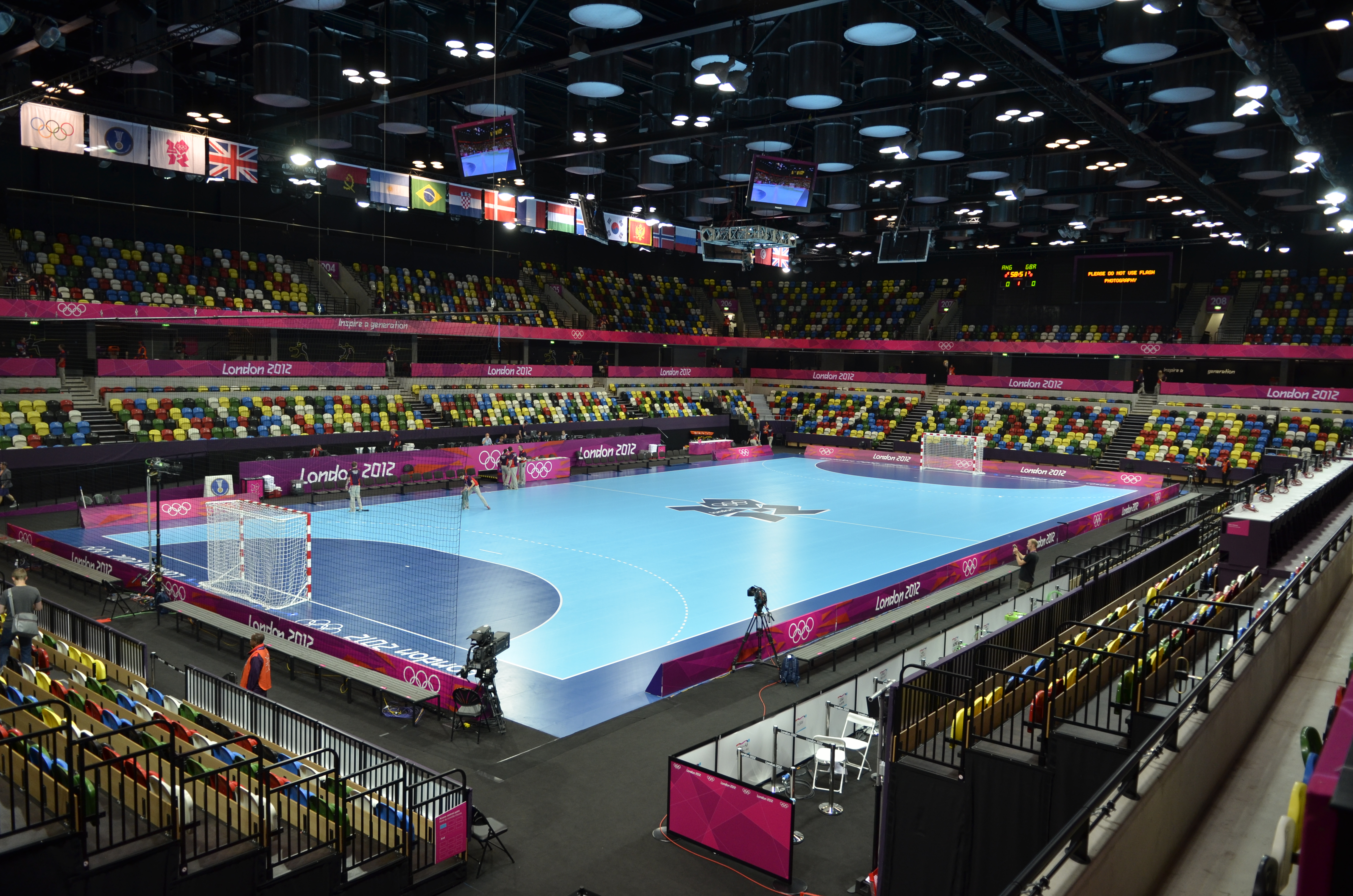
Copper Box, sede de la fase de grupos de los Juegos Olímpicos de Londres 2012.

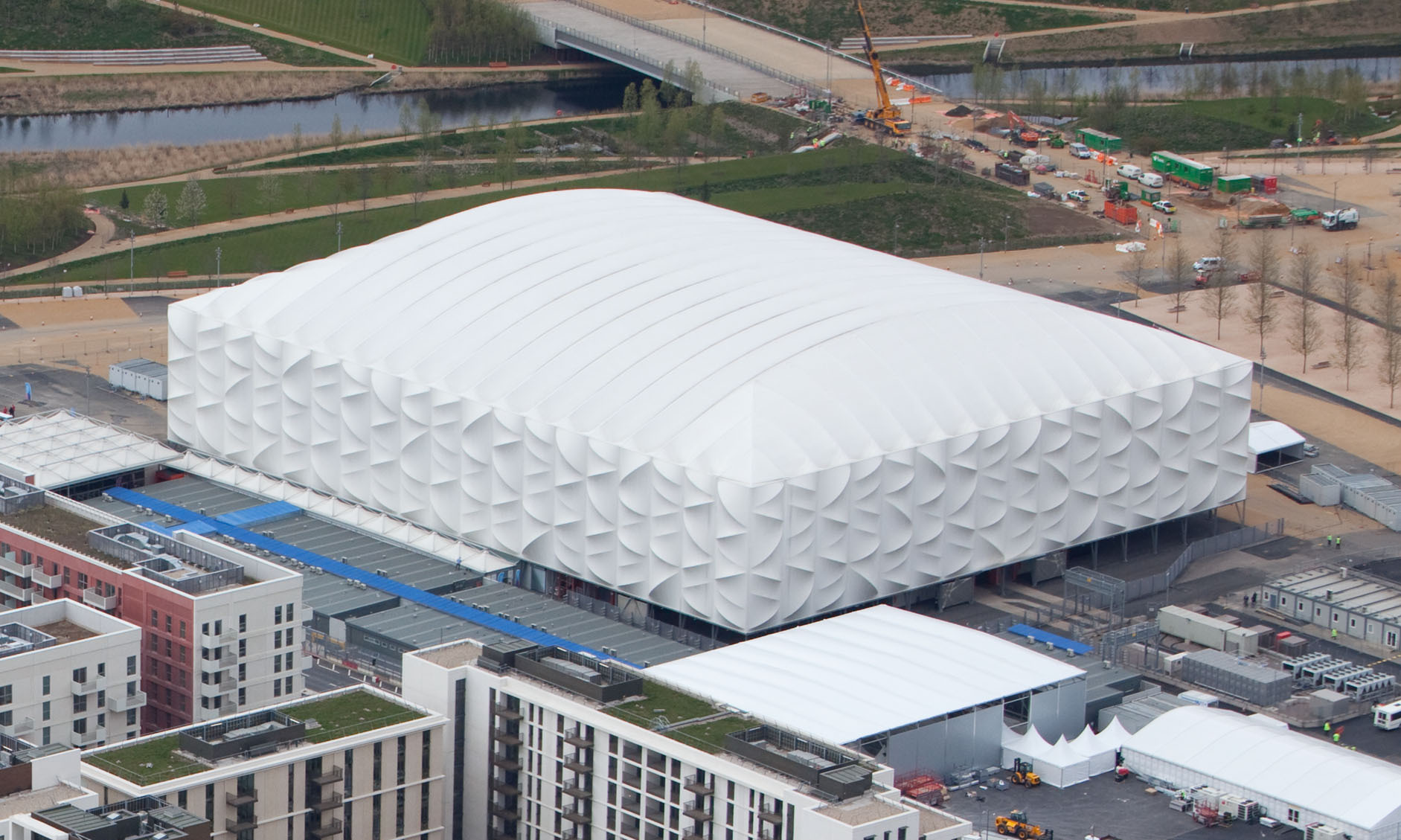
Basketball Arena, sede de las semifinales y finales.

Ha sido internacional con la Selección femenina de balonmano de España en 277 ocasiones y ha anotado 1034 goles. De esa manera es la jugadora con más internacionalidades en la historia de la selección y la máxima goleadora de todos los tiempos.
Mangué debutó en un torneo importante con la selección, en el Campeonato Mundial de Balonmano Femenino de 2001 en Italia, en la que fueron décimas. Al año siguiente también disputó el Campeonato de Europa de Balonmano Femenino de 2002 de Dinamarca, logrando la decimotercera posición.
En el Campeonato Mundial de Balonmano Femenino de 2003, disputado en Croacia, fueron quintas.
Meses más tarde, participó en los Juegos Olímpicos de Atenas 2004, en la que lograron una meritoria sexta plaza final. Meses después participó en el Campeonato Europeo de Balonmano Femenino de 2004 disputado en Hungría. Comenzaron ganando a la República Checa, pero cayeron ante Ucrania y Noruega en sus siguientes dos partidos, aunque pasaron a la segunda fase como terceras de grupo. En la segunda fase ganaron a Serbia y a Eslovenia, cayendo ante Rusia, pero no les fue suficiente para pasar a semifinales, acabando el torneo finalmente en la octava posición.
Participó de nuevo en el Campeonato Europeo de Balonmano Femenino de 2006 disputado en Suecia. Comenzaron ganando en la primera fase a Holanda y Francia, y cayeron ante Dinamarca, aunque pese a esa última derrota pasaron a la siguiente fase como primeras de grupo con 2 victorias y 1 derrota. En la segunda ronda comenzaron ganando a Croacia, aunque cayendo ante las anfitrionas Suecia y ante Rusia, con lo cual no pudieron pasar a las semifinales. Acabaron el campeonato en la novena posición.
Fue seleccionada para participar en el Campeonato Mundial Femenino de Balonmano de 2007. La primera fase las enfrentó a Congo, Japón y Hungría y pasaron como segundas de grupo tras empatar ante las húngaras y ganar sus otros dos partidos. En la siguiente fase comenzaron perdiendo ante Alemania y Rumanía. Después ganaron a Corea del Sur y se enfrentaron en el último partido ante las ya eliminadas, Polonia, para conseguir el pase a los cuartos de final, sin embargo perdieron 29-30 y fueron eliminadas.
En el Campeonato Europeo de Balonmano Femenino de 2008 comenzaron empatando dos partidos, ante Noruega y ante Ucrania, pero pasaron como segundas de grupo tras las noruegas. En la segunda ronda, sin embargo, ganaron a Rumanía y Hungría, y perdieron ante Dinamarca, consiguiendo pasar a las semifinales ante Alemania. Fue un partido difícil pero vencieron por 32-29, aunque perdieron la final ante las favoritas, las noruegas, que solo habían cedido un empate ante las españolas en toda la competición.
En 2009 participó en el Campeonato Mundial Femenino de Balonmano de 2009 disputado en China. En la primera fase fueron primeras de grupo venciendo todos sus encuentros. En la siguiente ronda empataron ante Hungría, ganaron a Rumanía y fueron derrotadas por Noruega. Pasaron como segundas de grupo tras Noruega, y se enfrentaron en las semifinales ante Francia que las venció por 27-23. En la lucha por el bronce se volvieron a enfrentar a Noruega y fueron derrotadas por 26-31. Al final del torneo, fue elegida la mejor lateral derecha del Campeonato.
En el Campeonato Europeo de Balonmano Femenino de 2010 comenzaron perdiendo ante Rumanía. Después ganaron a Serbia, pero volvieron a perder, esta vez ante Dinamarca, terminando la primera fase como terceras de grupo. En la segunda fase consiguieron ganar a Rusia, pero perdieron los otros dos partidos, siendo eliminadas y terminando finalmente undécimas. Volvió a ser elegida la mejor lateral derecha del certamen.
En 2011 fue convocada para disputar el Campeonato Mundial Femenino de Balonmano de 2011 celebrado en Brasil. En la fase de grupos fueron segundas tras el equipo nacional de Rusia, que ganó todos sus partidos. En la siguiente fase vencieron a Montenegro por 23-19, y en los cuartos de final a Brasil por 27-26. Sin embargo, en las semifinales se enfrentaron a la futura campeona, Noruega, contra la que fueron derrotadas por 30-22. En la lucha por la medalla de bronce se enfrentaron a Dinamarca, y vencieron por 18-24.
En 2012 fue seleccionada para formar parte del equipo nacional en el torneo celebrado en España que daba acceso a dos plazas para acudir a los Juegos Olímpicos de Londres 2012. España obtuvo una plaza y la otra fue para Croacia. También fue seleccionada para los Juegos Olímpicos, donde fueron terceras en el grupo B, tras Francia y Corea del Sur. Se enfrentaron en los cuartos de final a Croacia y ganaron por 25-22, clasificándose para las semifinales ante Montenegro, que había dado la sorpresa al eliminar a unas de las favoritas, Francia. El partido fue muy igualado, pero finalmente ganó Montenegro por 27-26. Sin embargo quedaba el partido por el bronce, que enfrentaba al equipo español contra las coreanas nuevamente. En la liga previa habían ganado las coreanas por 27-31, pero en esta ocasión se impusieron las españolas por 29-31. Al finalizar la competición, fue designada la mejor central de los Juegos.
En el Campeonato Europeo de Balonmano Femenino de 2012 celebrado a finales de año en Serbia, consiguieron pasar a la segunda liguilla, aunque en ella fueron últimas, donde se notó la ausencia de Macarena Aguilar que se lesionó en un partido de la primera ronda.
De nuevo fue convocada para el Campeonato Mundial de Balonmano Femenino de 2013 celebrado también en Serbia, donde defendían el tercer puesto de Brasil 2011. Pasaron la primera fase sin muchos problemas, tras ganar a Polonia, Argentina, Paraguay y Angola y tan solamente perder ante la potente Noruega. Sin embargo, en octavos de final volvieron a caer eliminadas otra vez ante Hungría (que ya les ganó en el Europeo pasado) por 28-21, cerrando así el campeonato en una discreta décima posición. Pese al mal Campeonato, Mangué se convirtió en la mejor goleadora de España de la historia, superando a Cristina Gómez.
En 2014 es convocada al Campeonato Europeo de Balonmano Femenino de 2014 disputado conjuntamente en Hungría Y Croacia. Superaron la primera fase con pleno de victorias y puntos tras vencer a Polonia, Rusia y Hungría. Sin embargo en la Maind Round perdieron sus dos primeros partidos ante Noruega y Rumanía. Finalmente en el decisivo y último partido, lograron una impresionante victoria ante Dinamarca por 29-22 para pasar por segunda vez en su historia a unas semifinales de un Europeo. En las semifinales se vengaron de su derrota ante Montenegro en los JJOO ganando por un vibrante 19-18, pasando a su segunda final de un Europeo. En la final se volvieron a cruzar contra Noruega perdiendo por 28-25 y acabando finalmente con una gran medalla de plata.
De nuevo, en 2015 es llamada para disputar el Campeonato Mundial de Balonmano Femenino de 2015 en Dinamarca. En la fase de grupos, comienzan ganando a Kazajistán, aunque luego pierden 28-26 ante la potente Rusia. Pese a esa derrota, se rehacen, y luego consiguen ganar cómodamente a Rumanía por 26-18 y golear a la débil Puerto Rico por 39-13. Finalmente, en el último partido de la liguilla de grupos caen ante Noruega por 26-29, acabando terceras de grupo y teniendo un complicado cruce en octavos de final ante Francia. Durante la fase de grupos, solo jugó ante Rusia, ya que fue reservada para los cruces debido a una pequeña lesión en el muslo. Finalmente, en octavos fueron eliminadas por las francesas tras un penalti muy dudoso con el tiempo cumplido (22-21). No obstante, el arbitraje fue muy cuestionado por diversas exclusiones dudosas para las españolas, y por una roja directa también muy dudosa a Carmen Martín. Ante esta situación, las guerreras fueron eliminadas en octavos (al igual que el último Mundial), siendo duodécimas. En el aspecto individual, Mangué reapareció ante Francia aunque a un pobre nivel. Sin embargo, igualó las 277 internacionalidades de Cristina Gómez, a la que superó, convirtiéndose así en la jugadora con más partidos de la historia de la selección. El 14 de junio de 2017 jugó su último partido con las Guerreras, el número 301, marcando también su último gol como internacional.
En 2024 y, tras su salida de las pistas como jugadora, recibió el homenaje del balonmano español y su número (el número 9) con las Guerreras fue retirado, la primera vez que una jugadora de la selección ostenta tal honor.

### Participaciones en Juegos Olímpicos
| Mundial                          | Sede        | Resultado    | Partidos | Goles 13 |
| -------------------------------- | ----------- | ------------ | -------- | -------- |
| Juegos Olímpicos de Atenas 2004  | Grecia      | Sexto puesto |          |          |
| Juegos Olímpicos de Londres 2012 | Reino Unido | Bronce       |          |          |

### Participaciones en Copas del Mundo
| Mundial                                          | Sede      | Resultado        | Partidos | Goles |
| ------------------------------------------------ | --------- | ---------------- | -------- | ----- |
| Campeonato Mundial Femenino de Balonmano de 2001 | Italia    | Décimo puesto    |          |       |
| Campeonato Mundial Femenino de Balonmano de 2003 | Croacia   | Quinto puesto    |          |       |
| Campeonato Mundial Femenino de Balonmano de 2007 | Francia   | Décimo puesto    |          |       |
| Campeonato Mundial Femenino de Balonmano de 2009 | China     | Cuarto puesto    |          |       |
| Campeonato Mundial Femenino de Balonmano de 2011 | Brasil    | Tercer puesto    |          |       |
| Campeonato Mundial Femenino de Balonmano de 2013 | Serbia    | Décimo puesto    |          |       |
| Campeonato Mundial de Balonmano Femenino de 2015 | Dinamarca | Duodécimo puesto | 2        | 3     |

### Participaciones en Campeonatos de Europa
| Mundial                                          | Sede                | Resultado           | Partidos | Goles |
| ------------------------------------------------ | ------------------- | ------------------- | -------- | ----- |
| Campeonato Europeo de Balonmano Femenino de 2002 | Dinamarca           | Decimotercer puesto |          |       |
| Campeonato Europeo de Balonmano Femenino de 2004 | Hungría             | Octavo puesto       |          |       |
| Campeonato Europeo de Balonmano Femenino de 2006 | Suecia              | Noveno puesto       |          |       |
| Campeonato Europeo de Balonmano Femenino de 2008 | Macedonia           | Subcampeona         |          |       |
| Campeonato Europeo de Balonmano Femenino de 2010 | Dinamarca y Noruega | Segunda fase        |          |       |
| Campeonato Europeo de Balonmano Femenino de 2012 | Serbia              | Segunda fase        |          |       |
| Campeonato Europeo de Balonmano Femenino de 2014 | Hungría y Croacia   | Subcampeona         |          |       |

## Vida personal
En febrero de 2007 realizó un reportaje fotográfico para la revista Interviú, donde fue catalogada como la galáctica del balonmano español. Mangué es abiertamente bisexual. En septiembre de 2016 se convirtió en madre luego de que su pareja diera a luz un bebé.

## Palmarés

### Clubes
- División de Honor (3) en 2005 con el Balonmano Sagunto y en 2006 y 2007 con el Cementos La Unión Ribarroja.
- Liga serbia (2) en 2012 y 2013 con el RK Zajecar.
- Ganadora de la Copa de Francia en 2014 con el CJF Fleury.
- Subcampeona de la Copa de la Liga de Francia en 2014 con el CJF Fleury.
- Campeona de la Copa de la Liga de Francia en 2015 con el CJF Fleury.
- Subcampeona de la Recopa de Europa en 2015 con el CJF Fleury.
- Campeona de la Liga francesa en 2015 con el CJF Fleury.

### Selección española
- Medalla de plata en el Campeonato de Europa de 2008 y Europeo Hungría 2014.
- Medalla de bronce en el Campeonatos del Mundo de 2011
- Medalla de bronce en los Juegos Olímpicos de 2012

## Reconocimientos
- Mejor lateral derecha en el Campeonato Europeo de Balonmano: 2010.
- Mejor lateral derecha en el Campeonato Mundial de Balonmano Femenino: 2009.
- Mejor central en los Juegos Olímpicos: 2012.